# Лі Веньцюань
Лі Веньцюань  (кит.: 李 文全, 18 січня 1986) — китайський лучник, олімпійський медаліст.

## Виступи на Олімпіадах
| Олімпіада  | Дисципліна | Місце |
| ---------- | ---------- | ----- |
| Пекін 2008 | особисті   | 33T   |
| Пекін 2008 | командні   | 3     |